# 外胚层
外胚层（Ectoderm）是胚胎最外的一层胚层。在绘图中，外胚层传统上用蓝色表示。
原始外胚层在神经胚形成的过程（神经系统形成的开始）中形成中胚层。

下列器官由外胚层形成：
- 皮肤（不包括真皮）
- 神经系统
- 感觉器官
- 腦
- 牙齒

## 语源学
Ektoderm一词来源于希腊语：ekto[εκτος]（希腊语）＝外。to derma（希腊语）＝皮